# Institut français de presse
Pour les articles homonymes, voir IFP et Ifp school.
L'Institut français de presse (IFP) est une composante d'enseignement et de recherche de l'université Paris-Panthéon-Assas, délivrant des diplômes en sciences de l'information et de la communication et en sciences politiques. Fondé en 1937, il est la plus ancienne école de journalisme publique de France.
L'Institut français de presse forme ses étudiants aux métiers de la communication politique et institutionnelle, du journalisme, des études d’audience, de la programmation audiovisuelle et des écritures numériques. Il comprend une des 14 formations en journalisme reconnues par la profession en France via le dispositif prévu par la Convention collective nationale de travail des journalistes. Ses locaux sont situés au Centre Assas dans le 6e arrondissement de Paris.
L'IFP est membre de la Conférence des écoles de journalisme (CEJ).

## Histoire
L'IFP a connu plusieurs dénominations.

### 1937: fondation au sein de l'université de Paris
Un Institut des sciences de la presse est créé par décret (5 juillet 1937) au sein de la faculté de droit de l’université de Paris. L'institut cesse de fonctionner dès 1939, à cause de la guerre. En 1945, il reprend vie sous le nom de Centre d’étude scientifique de la presse grâce à l'action du haut fonctionnaire et spécialiste du droit de la presse, Fernand Terrou.

### 1951: refondation après une fermeture en 1947
En 1947, le Centre d’étude scientifique de la presse ferme mais renaît de ses cendres quatre ans plus tard, le 4 avril 1951, sous le nom d’ « Institut français de presse ». C'est alors une association loi de 1901, liée à la Fondation nationale des sciences politiques (IEP de Paris) qui l'héberge, et à l'UNESCO. Premier centre de recherche français consacré à l'étude et à l’analyse des médias, il développe très tôt des relations avec des universités et des instituts de recherche étrangers pour la réalisation de ses activités, puis s’ouvre progressivement à l’enseignement supérieur.
S’appuyant sur des partenariats internationaux, l’Institut français de presse devient après la guerre, un institut d'études de référence internationale sur l’évolution des médias. Sous l’impulsion de son premier directeur, Fernand Terrou, il participe à la rédaction de la Déclaration des droits de la presse de San Francisco en 1948, et développe des relations privilégiées avec l'Institute for Communication Research de l'Université Stanford aux États-Unis. En 1957, il joue un rôle majeur en coopération avec l’UNESCO dans la création de l’Association internationale des études et recherches sur l’information et la communication (AIERI).
Logé à l’Institut d’études politiques de Paris, il est rattaché à l’université de Paris, et devient un institut académique par un décret du 9 février 1957. En 1961, le premier diplôme universitaire de l’IFP est créé. En 1964, l'institut peut délivrer le titre de docteur sur les enjeux de l'Information.[réf. nécessaire]

### 1969: éclatement de l'université de Paris
Avec l’éclatement de l’Université de Paris en plusieurs universités et écoles autonomes, les membres de l'Institut français de presse se divisent entre Sciences Po et Panthéon-Assas. En 1969, l'Institut français de presse rejoint l’université Paris-II Panthéon-Assas en tant que département des sciences de l'information et de la communication.
Dans les années 1970, le ministère de la Coopération se tourne vers l’Institut français de presse, en association avec le Centre de formation et de perfectionnement des journalistes (CFPJ), pour favoriser la création de deux grandes écoles de journalisme à Yaoundé (Cameroun) et à Dakar (Sénégal). À la même époque, il noue aussi des relations privilégiées avec l'Institut de presse et des sciences de l'information de Tunis et l'Institut supérieur de journalisme de l'Université de Rabat.

## Organisation

### Direction de l'IFP
| Portrait                                                                        | Identité                         | Période | Période | Durée  |
| Portrait                                                                        | Identité                         | Début   | Fin     | Durée  |
| ------------------------------------------------------------------------------- | -------------------------------- | ------- | ------- | ------ |
| Pas de portrait sous licence libre disponible pour Fernand Terrou.              | Fernand Terrou (d) (1905 - 1976) | 1951    | 1976    | 25 ans |
| Francis Balle en 2005.                                                          | Francis Balle (né en 1939)       | 1976    | 1986    | 10 ans |
| Pas de portrait sous licence libre disponible pour Pierre Albert.               | Pierre Albert (1930 - 2018)      | 1986    | 1994    | 8 ans  |
| Rémy Rieffel en 2012.                                                           | Rémy Rieffel (né en 1954)        | 1994    | 1999    | 5 ans  |
| Pas de portrait sous licence libre disponible pour Nadine Toussaint-Desmoulins. | Nadine Toussaint-Desmoulins (d)  | 1999    | 2004    | 5 ans  |
| Josiane Jouët                                                                   | Josiane Jouët (née en 1948)      | 2004    | 2009    | 5 ans  |
| Nathalie Sonnac                                                                 | Nathalie Sonnac (née en 1967)    | 2009    | 2015    | 6 ans  |
| Pas de portrait sous licence libre disponible pour Valérie Devillard.           | Valérie Devillard (d)            | 2015    |         |        |

### Enseignants
L'IFP comprend une équipe permanente de quinze enseignants-chercheurs spécialistes des médias et de la communication (droit, économie, sociologie, histoire, sémiologie, réseaux numériques) présents à tous les niveaux de formation de l’IFP. L'équipe comprend notamment Rémy Rieffel, Nathalie Sonnac, Fabrice d'Almeida, Frédéric Lambert, Cécile Méadel, Arnaud Mercier, Romain Badouard, Tristan Mattelart ou encore Josiane Jouët. Les enseignements se tiennent sous la direction d'Agnès Granchet, directrice des études de l'IFP.
Chaque année, une dizaine de professeurs et intervenants étrangers assurent un à deux mois de conférence auprès des étudiants de l’IFP. Parmi eux, on peut compter Marc Lits de l'Université catholique de Louvain (Belgique), Kent Wilkinson de l'université du Texas (États-Unis), David A. Welch de l'Université du Kent à Canterbury (RU), Riadh Ferjani de l'Université de Manouba (Tunisie) ou encore Marc-François Bernier de l'Université d’Ottawa (Canada).
Les enseignements de l’IFP sont aussi assurés par des intervenants professionnels provenant des secteurs médiatiques et de la communication. Certains sont associés aux formations : Agence France-Presse, Le Monde, ministère de la Culture, etc. D’autres interviennent seulement sur certains cours : Le Figaro, L'Express, Radio France internationale, La Chaîne Info, le Centre national du cinéma et de l'image animée, SFR, OpinionWay, France 2, BFM TV, Audipresse, Affimétrie, Ipsos, Prisma Media, Microsoft, Le Nouvel Observateur, TNS Sofres.

### Équipements et ressources
L’IFP est situé dans les locaux de l’université Paris-Panthéon-Assas.
Les étudiants du Master de journalisme bénéficient d’un studio radio, de postes de montage radio et vidéo, ainsi qu’un plateau télévision pour 4 personnes.
Depuis 2005, l’IFP, en collaboration avec la bibliothèque d'Assas et la Bibliothèque Sainte-Barbe, a créé des espaces dédiés aux ouvrages en sciences de l’information et de la communication, dont la médiathèque de l'Institut français de presse. Il possède également son propre fonds de documentation, plus de 6 000 ouvrages pluridisciplinaires, 3 000 mémoires, 900 dossiers documentaires et une centaine de périodiques et dossiers de presse actualisés.

## Les formations
L’IFP a pour vocation de fournir des formations d’excellence dans le domaine des Sciences l’information et de la communication et des sciences politiques. Il forme les étudiants aux métiers de journaliste, d’ingénieur et de chargé d’études, de programmateur, de direction et d’encadrement de projets multimédias, mais aussi de la recherche et de l’enseignement universitaires (maitres de conférences, professeurs des universités, chercheurs du CNRS)
L’IFP accueille 500 étudiants.
Deux finalités orientent les programmes des différentes formations : l’acquisition d’outils d’analyse transdisciplinaires et de connaissances fondamentales en Sciences de l’information et de la communication d’une part, l’insertion professionnelle des étudiants d’autre part. L’équipement des locaux permettant l’intégration d’ateliers pratiques dans les programmes et les cursus pédagogiques reflètent un équilibre entre enseignement universitaire théorique et formation pratique professionnelle : cas pratiques, enquêtes de terrain, reportages, pratiques d’outils logiciels. Une grande place est accordée à l’apprentissage et au stage en entreprise.
L'IFP délivre une licence disciplinaire, des diplômes propres (DU), des diplômes nationaux de master et de doctorat, et trois double-diplôme en partenariat avec Sorbonne Université, l'ESSEC et l'École W,. Le Master se compose de six parcours : Médias et mondialisation ; Médias, langages et sociétés ; Usages du numérique, innovation, communication ; Médias, publics et culture numérique ; Journalisme ; Médias, communication et villes numériques.
Depuis 2022, l'IFP propose également sa licence en Information-Communication en enseignement à distance. Elle délivre le même diplôme que la licence dispensée en présentiel.

## Le pôle de recherche: le CARISM
Longtemps fusionnés, les pôles pédagogiques et scientifiques étaient regroupés sous l'entité commune : IFP. Ce n'est qu'en 2005 qu'un pôle recherche autonome se crée sous le nom de CARISM .
Le Centre d’analyse et de recherche interdisciplinaire sur les médias (CARISM) regroupe les enseignants-chercheurs de l’IFP autour de programmes de recherche définis par l’équipe. Centre pionnier en France dans la recherche sur les médias, ses travaux se fondent sur une approche transdisciplinaire puisant dans le droit, l’économie, la science politique, la géopolitique, la sociologie et la sémiotique.
Le CARISM est le lointain descendant de l'Institut des sciences de la presse, centre de recherche créé en 1937 au sein de l’Université de Paris par le professeur de droit Boris Mirkine-Guetzevitch et le journaliste Stephen Valot, membre de la direction du Syndicat national des journalistes (SNJ). L'esprit de ce premier centre est prolongé après-guerre par la création de l'IFP. Dans les années cinquante, sous l’impulsion des juristes Fernand Terrou et Lucien Solal, cet institut devient un carrefour de rencontres entre professionnels de journalisme, patrons de presse et universitaires. Très tôt, il donne lieu à des publications pluridisciplinaires de référence dans le domaine de l’information et des médias. Convaincu de la nécessité de construire une instance internationale qui dépasse les clivages de la Guerre froide, Fernand Terrou fait collaborer l’IFP à la fondation de l’AIERI par l’UNESCO en 1957. S’alignant sur les ambitions de l’IFP, cette nouvelle organisation est destinée au développement des sciences de la presse. Face aux difficultés de communication des instances gouvernementales et professionnelles de l’époque, une collaboration de centres de recherche plurinationaux permet à cette science naissante de se développer.
Le centre donne aussi lieu à des publications de référence dans le domaine de l’information et des médias. La revue trimestrielle Études de presse diffusée en France et à l’étranger qui comprend une partie doctrinale et une partie documentaire témoigne des premières spécialités choisies par l’Institut : le droit et l’histoire des médias. C’est dans cette perspective que s’inscrit l’ouvrage de Fernand Terrou L’Information (1re édition en 1962) ou encore plusieurs ouvrages collectifs dont l’Histoire générale de la Presse (5 volumes, 1969-1976). Un peu plus tard, les approches sociologiques et économiques se développent. Les ouvrages Médias et société de Francis Balle (1re édition datant de 1973 sous le titre : Institutions et publics des moyens d’information), Économie de l’information de Nadine Toussaint-Desmoulins (1re édition, 1978), Droit de l’information d’Emmanuel Derieux (1re édition, 1986) font partie des ouvrages fondateurs dans ces matières.

## Les partenariats internationaux de l'IFP
Depuis sa création, l’IFP fait reposer une partie de ses activités de recherche et d’enseignement sur des partenariats internationaux avec des universités et des fondations étrangères.
De nombreux protocoles permettent des échanges avec des enseignants étrangers. Ainsi, une demi-douzaine d’enseignants-chercheurs étrangers est invitée chaque année à dispenser une semaine de cours à l’institut. Ces universitaires proviennent des universités de Munich (Allemagne), Madrid, Pampelune (Espagne), Istanbul (Turquie), Rome (Italie), Warwick (Grande-Bretagne), Bogota (Colombie), Pékin (Chine), Ottawa (Canada), et Buenos Aires (Argentine).
Les échanges d’étudiants ifpéens et étrangers sont favorisés par les nombreuses conventions liant l’IFP avec des universités étrangères.
Des programmes d’échange ERASMUS sont établis avec l’Université Ludwig-Maximilians de Munich, l’Université de Navarre à Pampelune, les universités de San Pablo Ceu et de Carlos III de Madrid, l’Université de Tampere, l’Université La Sapienza de Rome, l’Université de Warwick, l’Université Galatasaray d’Istanbul, l’Université libre de Bruxelles et l’Université de Lisbonne.
Les étudiants peuvent également suivre des cours dans des universités extra-européennes grâce aux conventions bilatérales avec la Fondation Walter-Benjamin de Buenos Aires (Argentine), l’Université de Carleton d’Ottawa (Canada), l’Université de communication de Chine (CUC), l'Escola de Comunicações e Artes da Universidade de São Paulo (Brésil) et l’Université du Rosaire de Bogota (Colombie).
Des conventions d’enseignement font aussi participer l’équipe universitaire de l’IFP à la formation des étudiants en journalisme de l’université libanaise, des étudiants de l’ISMA à Cotonou (Bénin) et de l’école Com'Sup à Casablanca (Maroc).

## Anciens élèves
Parmi ses anciens élèves, l’IFP compte des personnalités des mondes politiques et médiatiques, notamment Jean-Pierre Elkabbach, François Baroin, Jean Montaldo, Étienne Mougeotte, Thomas Sotto, Alix Girod de l'Ain, Amadou Ousmane, Étienne Carbonnier, David Castello-Lopes, Paul Larrouturou et Éric Brunet.